# Амиранашвили, Медея Петровна
Меде́я Петро́вна Амиранашви́ли (груз. მედეა პეტრეს ასული ამირანაშვილი; 10 сентября 1930 — 2 декабря 2023)— грузинская, советская оперная певица (лирическое сопрано), педагог. Народная артистка СССР (1976).

## Биография
Медея Амиранашвили родилась 10 сентября 1930 года в селе Шорапани (ныне в Имеретии, Грузия) (по другим источникам — в Тбилиси) в семье оперного певца, народного артиста СССР Петра Амиранашвили и певицы Надежды Цомая.
В 1953 году окончила Тбилисскую консерваториию им. В. Сараджишвили, где училась у А. И. Инашвили и О. А. Бахуташвили-Шульгиной. В 1951—1954 годах — солистка оперной студии при консерватории.
С 1954 года — солистка Тбилисского театра оперы и балета.
Выступала в концертах и как камерная певица.
Гастролировала в Польше, Чехословакии, Румынии, ГДР, Венгрии, Болгарии, Австралии, Новой Зеландии, Франции, Канаде.
С 1972 года преподавала в Тбилисской консерватории (с 1982 — профессор).
С 1991 по 2006 год — художественный руководитель Кутаисского оперного театра.
Депутат Верховного Совета Грузинской ССР 7-го созыва.
Скончалась 2 декабря 2023 года на 94-м году жизни. Похоронена в Дидубийском пантеоне рядом с матерью.

### Семья
- Отец — Пётр Амиранашвили (1907—1976), оперный певец. Народный артист СССР (1950)
- Мать — Надежда Цомая (1904—1973), оперная певица. Народная артистка Грузинской ССР (1943)
- Муж — Отар Парулава, скульптор
- Дочь — Маринэ Парулава, певица.

## Партии
- «Даиси» З. П. Палиашвили — Маро[1]
- «Абесалом и Этери» З. П. Палиашвили — Этери, Мариха
- «Миндия» О. В. Тактакишвили — Мзия
- «Евгений Онегин» П. И. Чайковского — Татьяна
- «Иоланта» П. И. Чайковского — Иоланта
- «Пиковая дама» П. И. Чайковского — Лиза
- «Травиата» Дж. Верди — Виолетта
- «Трубадур» Дж. Верди — Леонора
- «Аида» Дж. Верди — Аида
- «Отелло» Дж. Верди — Дездемона
- «Дон Карлос» Дж. Верди — Елизавета
- «Богема» Дж. Пуччини — Мими
- «Мадам Баттерфляй» Дж. Пуччини — мадам Баттерфляй
- «Фауст» Ш. Гуно — Маргарита
- «Нана» Р. Габичвадзе — Нана
- «Лела» Р. И. Лагидзе — Лела
- «Алеко» С. В. Рахманинова — Земфира
- «Лоэнгрин» Р. Вагнера — Эльза
- «Паяцы» Р. Леонкавалло — Недда

## Фильмография
- 1966 — «Абесалом и Этери» — партия Этери
- 1971 — «Даиси» — партия Маро
- 1983 — «Ратили» — оперные арии

## Звания и награды
- Лауреат Всесоюзного конкурса вокалистов имени М. Глинки (2-я премия, 1960)
- Лауреат Международного конкурса на лучшее исполнение партии Мадам Баттерфляй (3-я премия, 1970, Осака)
- Народная артистка Грузинской ССР (1965)
- Народная артистка СССР (1976)[1][4]
- Государственная премия Грузинской ССР им. З. П. Палиашвили (1971)
- Орден Царицы Тамары (2021)[5]
- Орден Чести (1997)[6]
- Орден Дружбы народов (1986)
- Орден «Знак Почёта»
- Медаль «За трудовое отличие» (1958)
- Премия имени З. Анджапаридзе
- Почётный гражданин Кутаиси[7].